# 東ティモールの大統領
東ティモールの大統領（ひがしティモールのだいとうりょう、ポルトガル語: Presidente da República Democrática de Timor-Leste, テトゥン語: Prezidente Republika Demokratica Timor-Leste）は、東ティモール民主共和国の元首たる大統領である。

## 執務内容・権限
国家の独立と統一、そして国家の円滑な運営と民主主義を保証する象徴と定義され、国防軍の最高司令官である。
儀式的な役割を果たすに過ぎない（首相の任命権など）。ただし、立法府に対し拒否権を持っている。
同国の実権は、首相が持っている。

## 資格
35歳以上の国民で、5000人以上の推薦名簿が必要。

## 選出方法
国民の直接投票で選出される。有効投票の過半数の得票が必要で、過半数の得票者がいない場合は、1回目の投票から30日後に、上位2名による決選投票で選出される。
任期は5年で3選は禁止。

### 就任
大統領任期の最終日に選出された次期大統領は、国民議会議長の前で就任宣誓式を行う。大統領の欠員による選挙の場合は、選挙から8日後に行う。

## 大統領の一覧
| 独立戦争時 (1975-1978)             |                                                                   |        |                                       |    |                                |             |                               |
| 代                                 | 大統領                                                            | 大統領 | 所属政党                              | 期 | 在任期間                       | 在任期間    | 備考                          |
| 01                                 | フランシスコ・シャビエル・ド・アマラル Francisco Xavier do Amaral |        | 東ティモール独立革命戦線 （FRETILIN） | 1  | 1975年11月28日 - 1975年12月7日 | 9日         | 在任中に逃亡                  |
| 0－                                | ニコラウ・ドス・レイス・ロバト Nicolau dos Reis Lobato            |        | 東ティモール独立革命戦線 （FRETILIN） | 1  | 1975年12月7日 - 1978年12月31日 | 3年 + 24日  | 大統領代行在任中に死去        |
| 東ティモール民主共和国 (2002-現在) |                                                                   |        |                                       |    |                                |             |                               |
| 代                                 | 大統領                                                            | 大統領 | 所属政党                              | 期 | 在任期間                       | 在任期間    | 備考                          |
| 01                                 | シャナナ・グスマン Kay Rala Xanana Gusmão                         |        | 無所属                                | 1  | 2002年5月20日 - 2007年5月20日  | 5年 + 0日   |                               |
| 02                                 | ジョゼ・ラモス＝ホルタ José Ramos-Horta                           |        | 無所属                                | 2  | 2007年5月20日 - 2008年2月11日  | 267日       | 職務不能                      |
| 0－                                | ビセンテ・グテーレス                                              |        | 東ティモール再建国民会議 （CNRT）     | 2  | 2008年2月11日 - 2008年2月13日  | 2日         | 大統領代行 （国民議会副議長） |
| 0－                                | フェルナンド・デ・アラウージョ Fernando de Araújo                 |        | 民主党 （PD）                         | 2  | 2008年2月13日 - 2008年4月17日  | 64日        | 大統領代行 （国民議会議長）   |
| (2)                                | ジョゼ・ラモス＝ホルタ José Ramos-Horta                           |        | 無所属                                | 2  | 2008年4月17日 - 2012年5月20日  | 4年 + 33日  | 職務復帰                      |
| 03                                 | タウル・マタン・ルアク Taur Matan Ruak                            |        | 無所属                                | 3  | 2012年5月20日 - 2017年5月20日  | 5年 + 0日   |                               |
| 04                                 | フランシスコ・グテレス Francisco Guterres                         |        | 東ティモール独立革命戦線 （FRETILIN） | 4  | 2017年5月20日 - 2022年5月20日  | 5年 + 0日   |                               |
| 05                                 | ジョゼ・ラモス＝ホルタ José Ramos-Horta                           |        | 無所属                                | 5  | 2022年5月20日 - （現職）       | 2年 + 296日 |                               |